# 30347 Pattyhunt
30347 Pattyhunt è un asteroide della fascia principale. Scoperto nel 2000, presenta un'orbita caratterizzata da un semiasse maggiore pari a 2,2961129 UA e da un'eccentricità di 0,1009490, inclinata di 5,54201° rispetto all'eclittica.